# Европейски път E52
Европейски път Е52 е европейски автомобилен маршрут от категория А в Централна Европа, свързващ градовете Страсбург (Франция) и Залцбург (Австрия).
Почти целия маршрут е на територията на Германия, тъй като Страсбург и Залцбург се намират в близост до границите на страната.

## Маршрут
- Франция: Страсбург —
- Германия: Апенвайер – Карлсруе – Щутгарт – Улм – Мюнхен – Розенхайм —
- Австрия: Залцбург

Е52 е свързан със следните маршрути:
| - E25 - Е35 - E41 - E43 | - E45 - E53 - E55 |

## Галерия
- Мост между Мюнхен и Розенхаймом